# Asperge des Sables des Landes
L'Asperge des Sables des Landes est une asperge blanche, la seule qui bénéficie du label Indication géographique protégée, possédant une tige droite et cassante, surmontée d'un bourgeon aux écailles serrées. Elle est exclusivement cultivée sur la plaine sablonneuse des Landes de Gascogne, qui s'étend sur 1,4 million d'hectares et est utilisée dans la gastronomie gasconne et landaise.

## Histoire
Les premières cultures de l'Asperge des Sables des Landes datent du début du XXe siècle, période à laquelle le secteur agricole du département des Landes cherchait de nouvelles cultures légumières de diversification, adaptées au caractère sablonneux et perméable des sols et au climat océanique de la région.

## Culture
L'Asperge des Sables des Landes est caractérisée par sa blancheur et sa tige rectiligne. Il s'agit d'un légume primeur de printemps bénéficiant d'une récolte précoce, dès le mois de mars et jusqu'au mois de mai. Elle doit sa blancheur au fait d'être cultivée sous des buttes de terre sablonneuse et cueillie avant d'avoir vu le soleil (contrairement aux asperges vertes ou violettes).

### Délimitation géographique du terroir de production
Depuis 2005, l'Asperge des Sables des Landes bénéficie d'une Indication Géographique Protégée (IGP) qui garantit au consommateur l'origine du produit : Les asperges sont récoltées et conditionnées dans l'aire géographique composée du département des Landes étendu à la zone définie sous le nom « Landes de Gascogne » par l'arrêté du 5 novembre 1945 du Ministère de l'Agriculture soit : Le département des Landes en entier et autres départements limitrophes. 
Ce terroir possède un climat de type océanique, caractérisé par des hivers doux et humides, ainsi que des étés chauds, souvent orageux.

#### Les communes des Landes
Les 331 communes du département des Landes sont toutes concernées.

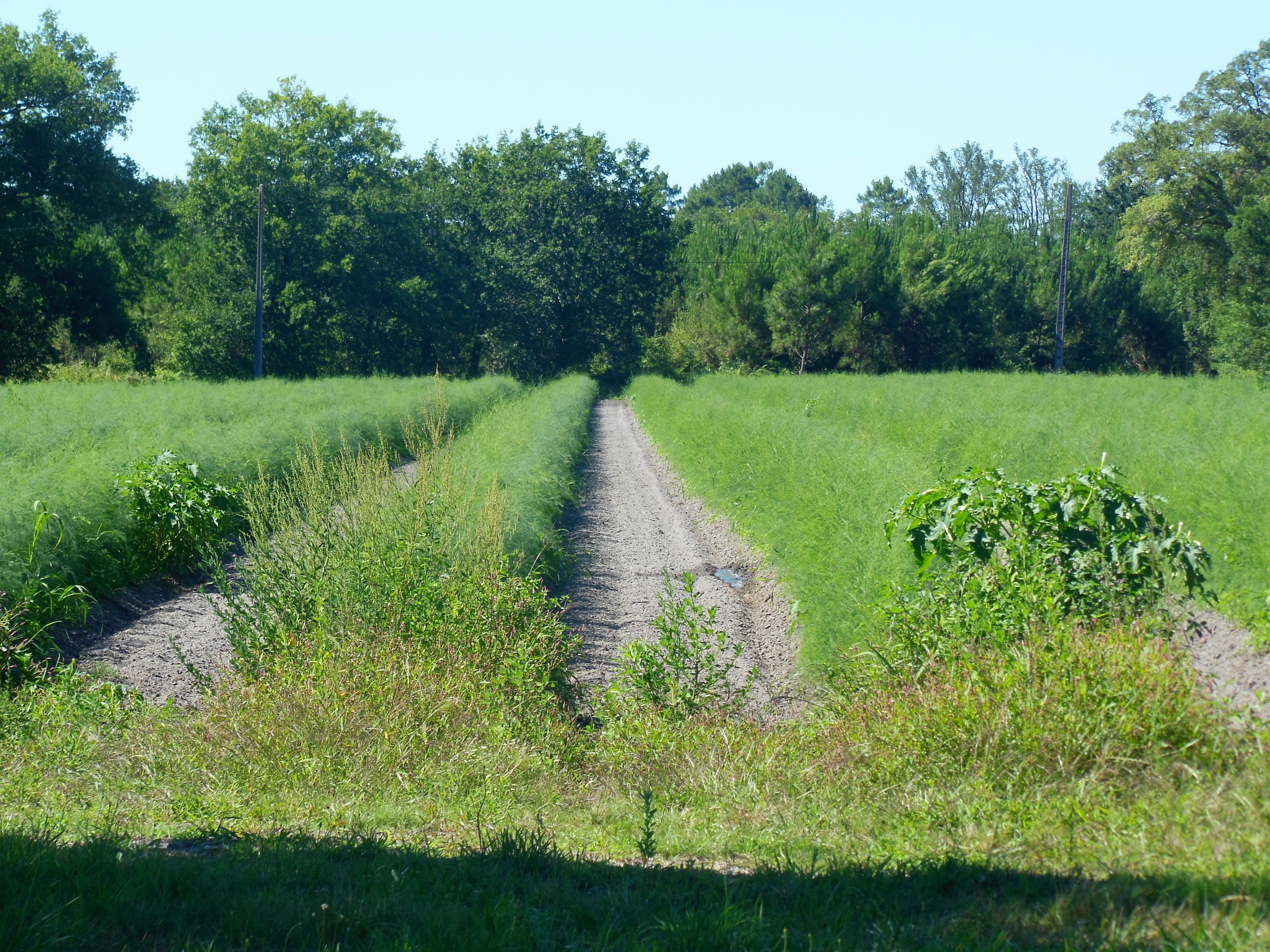
Aspergerais biologique d'Uza, production d'asperges des Sables des Landes (IGP), domaine de Lur-Saluces

#### Les communes de la Gironde
160 communes sont concernées dans la Gironde :
Andernos-les-Bains, Arbanats, Arcachon, Arcins, Arès, Arsac, Aubiac, Audenge, Auros, Avensan, Ayguemorte-les-Graves, Balizac, Le Barp, Barsac, Bazas, Beautiran, Bégadan, Belin-Béliet, Bernos-Beaulac, Berthez, Biganos, Birac, Blaignan, Blanquefort, Bommes, Bordeaux, Bourideys, Brach, Brannens, Brouqueyran, Budos, Cabanac-et-Villagrains, Cadaujac, Cantenac, Captieux, Carcans, Castelnau-de-Médoc, Castres-Gironde, Cauvignac, Cazalis, Cazats, Cérons, Cissac-Médoc, Civrac-en-Médoc, Coimères, Couquèques, Cours-les-Bains, Cudos, Cussac-Fort-Médoc, Escaudes, Eysines, Fargues, Gaillan-en-Médoc, Gajac, Gans, Giscos, Goualade, Grayan-et-l'Hôpital, Grignols, Guillos, Gujan-Mestras, Hostens, Hourtin, Illats, Isle-Saint-Georges, Jau-Dignac-et-Loirac, Labarde, Labescau, La Brède, Lacanau, Lados, Lamarque, Landiras, Langon, Lanton, Lartigue, Lavazan, Lège-Cap-Ferret, Léognan, Lerm-et-Musset, Lesparre-Médoc, Lignan-de-Bazas, Listrac-Médoc, Louchats, Lucmau, Ludon-Médoc, Lugos, Macau, Margaux, Marimbault, Marions, Martillac, Masseilles, Mazères, Mios, Moulis-en-Médoc, Naujac-sur-Mer, Le Nizan, Noaillan, Ordonnac, Origne, Parempuyre, Pauillac, Pessac, Le Pian-Médoc, Podensac, Pompéjac, Le Porge, Portets, Préchac, Preignac, Prignac-en-Médoc, Pujols-sur-Ciron, Queyrac, Roaillan, Saint-Christoly-Médoc, Saint-Côme, Saint-Estèphe, Saint-Germain-d'Esteuil, Sainte-Hélène, Saint-Julien-Beychevelle, Saint-Laurent-Médoc, Saint-Léger-de-Balson, Saint-Magne, Saint-Médard-d'Eyrans, Saint-Michel-de-Castelnau, Saint-Michel-de-Rieufret, Saint-Morillon, Saint-Sauveur, Saint-Selve, Saint-Seurin-de-Cadourne, Saint-Symphorien, Saint-Vivien-de-Médoc, Saint-Yzans-de-Médoc, Salaunes, Salles, Saucats, Saumos, Sauternes, Sauviac, Sendets, Sigalens, Sillas, Soulac-sur-Mer, Soussans, Talais, Le Teich, Le Temple, La Teste-de-Buch, Toulenne, Le Tuzan, Uzeste, Valeyrac, Vendays-Montalivet, Vensac, Le Verdon-sur-Mer, Vertheuil, Villandraut, Virelade et Marcheprime.

#### Les communes de Lot-et-Garonne
37 communes sont concernées en Lot-et-Garonne :
Allons, Ambrus, Antagnac, Anzex, Barbaste, Beauziac, Boussès, Casteljaloux, Caubeyres, Damazan, Durance, Fargues-sur-Ourbise, Gueyze, Houeillès, Labastide-Castel-Amouroux, Lavardac, Leyritz-Moncassin, Lisse, Meylan, Mézin, Montgaillard-en-Albret, Pindères, Pompiey, Pompogne, Poudenas, Poussignac, Réaup-Lisse, La Réunion, Saint-Léon, Saint-Martin-Curton, Sainte-Maure-de-Peyriac, Saint-Pé-Saint-Simon, Saint-Pierre-de-Buzet, Sauméjan, Sos, Villefranche-du-Queyran et Xaintrailles.

## Gastronomie
L'Asperge des Sables des Landes peut être utilisée en salade, mangée seule accompagnée d'une vinaigrette. Elle peut aussi être rôtie au four ou cuisinée en petits fagots.